# Comment j'ai écrit certains de mes livres
Comment j'ai écrit certains de mes livres est un ouvrage de Raymond Roussel paru en 1935, deux ans après sa mort, où l'auteur d'Impressions d'Afrique et de Locus Solus présente, sous le nom de « procédé », les techniques de composition de ses romans et de ses pièces de théâtre, dont l'étrangeté avait dérouté ses contemporains. 

## Techniques de composition

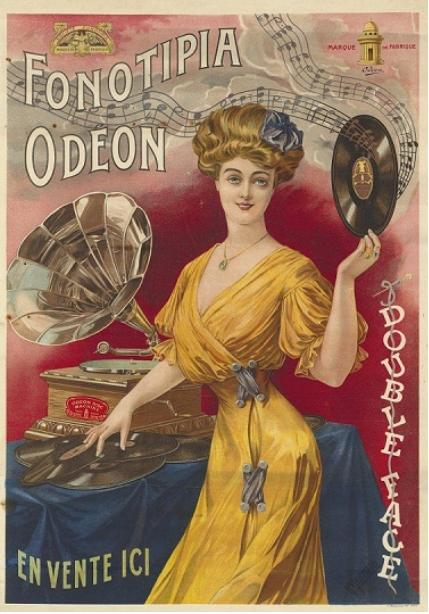
L'affiche Fonotipia Odeon (1904) de Ménétrier, une source d'inspiration...

Dès les premières lignes, Raymond Roussel présente le propos de son dernier ouvrage comme un projet de longue date : « Je me suis toujours proposé d'expliquer de quelle façon j'avais écrit certains de mes livres (Impressions d'Afrique, Locus Solus, L'Étoile au Front et La Poussière de Soleils) ». François Caradec souligne combien « le ton qu'il emploie nous rappelle celui de l'inventeur qui dépose un brevet » : « Il s'agit d'un procédé très spécial. Et, ce procédé, il me semble qu'il est de mon devoir de le révéler, car j'ai l'impression que des écrivains de l'avenir pourraient peut-être l'exploiter avec fruit. »

### Prémices duprocédé
Roussel présente la méthode employée pour la composition de ses premiers récits : 

« Je choisissais deux mots presque semblables (faisant penser aux métagrammes). Par exemple billard et pillard. Puis j’y ajoutais des mots pareils mais pris dans deux sens différents, et j’obtenais ainsi deux phrases presque identiques. En ce qui concerne billard et pillard les deux phrases que j’obtins furent celles-ci :
1° Les lettres du blanc sur les bandes du vieux billard…
2° Les lettres du blanc sur les bandes du vieux pillard.
Dans la première, « lettres » était pris dans le sens de « signes typographiques », « blanc » dans le sens de « cube de craie » et « bandes » dans le sens de « bordures ».
Dans la seconde, « lettres » était pris dans le sens de « missives », « blanc » dans le sens d'« homme blanc » et « bandes » dans le sens de « hordes guerrières ».
Les deux phrases trouvées, il s’agissait d’écrire un conte pouvant commencer par la première et finir par la seconde. Or c’était dans la résolution de ce problème que je puisais tous mes matériaux. »

### Leprocédésimple
Raymond Roussel présente le procédé « simple » comme une amplification du procédé précédent, qui aboutit à la rédaction d'Impressions d'Afrique et des livres suivants, étudiés par l'auteur : une première étape, très longue selon lui, consiste à trouver « de nouveaux mots se rapportant au mot billard, toujours pour les prendre dans un sens autre que celui qui se présentait tout d’abord », obtenant « chaque fois une création de plus ».
Les associations de mots se font, en pratique, par le moyen de la préposition à. Roussel donne une quarantaine d'exemples, très divers, s'appliquant tous à son premier livre composé suivant ce procédé. Ainsi, 
1° Palmier (gâteau) à restauration (restaurant où l’on sert des gâteaux) ;
2° Palmier (arbre) à restauration (sens de rétablissement d’une dynastie sur un trône) — d'où « le palmier de la place des Trophées consacré à la restauration de la dynastie des Talou ».
1° Cercle (rond) à rayons (traits géométriques) ;
2° Cercle (club) à rayons (rayons de gloire) — d’où le « Club des Incomparables ».
et bien d'autres. Le plus célèbre, à l'origine d'un objet invariablement cité pour résumer Impressions d'Afrique, est constitué des trois associations suivantes :
- 1° Baleine (mammifère marin) à îlot (petite île) ; 2° baleine (lamelle) à ilote (esclave spartiate)
- 1° Duel (combat à deux) à accolade (deux adversaires se réconciliant après le duel et se donnant l’accolade sur le terrain) ; 2° duel (temps de verbe grec) à accolade (signe typographique)
- 1° mou (individu veule) à raille (ici je pensai à un collégien paresseux que ses camarades raillent pour son incapacité) ; 2° mou (substance culinaire) à rail (rail de chemin de fer).

Selon Roussel, « ces trois derniers accouplements de mots m’ont donné la statue de l’ilote, faite en baleines de corset, roulant sur des rails en mou de veau et portant sur son socle une inscription relative au duel d’un verbe grec ».

### Leprocédé évolué
La complexité du procédé s'accentue, dès Impressions d'Afrique. Roussel indique seulement que « le procédé évolua et je fus conduit à prendre une phrase quelconque, dont je tirais des images en la disloquant, un peu comme s’il se fût agi d’en extraire des dessins de rébus ».
Ces « phrases quelconques » vont de titres d'ouvrages, comme Le Rideau cramoisi (nouvelle de Barbey d'Aurevilly), devenu « Rit d'ocre à moisi » dans Impressions d'Afrique, à des alexandrins de Victor Hugo ou d'autres poètes, dont l'auteur lui-même, décomposés et recomposés :
1° Elle commence tôt sa tournée asticote
2° Ailé coma .  . Saturne Élastique hotte
composant, dans Locus Solus, « l’épisode du coq Mopsus : ailé (le coq ailé) coma (immobile comme dans le coma) ; Saturne (mis en communication avec Saturne) ; puis la hotte élastique ».

## Analyse

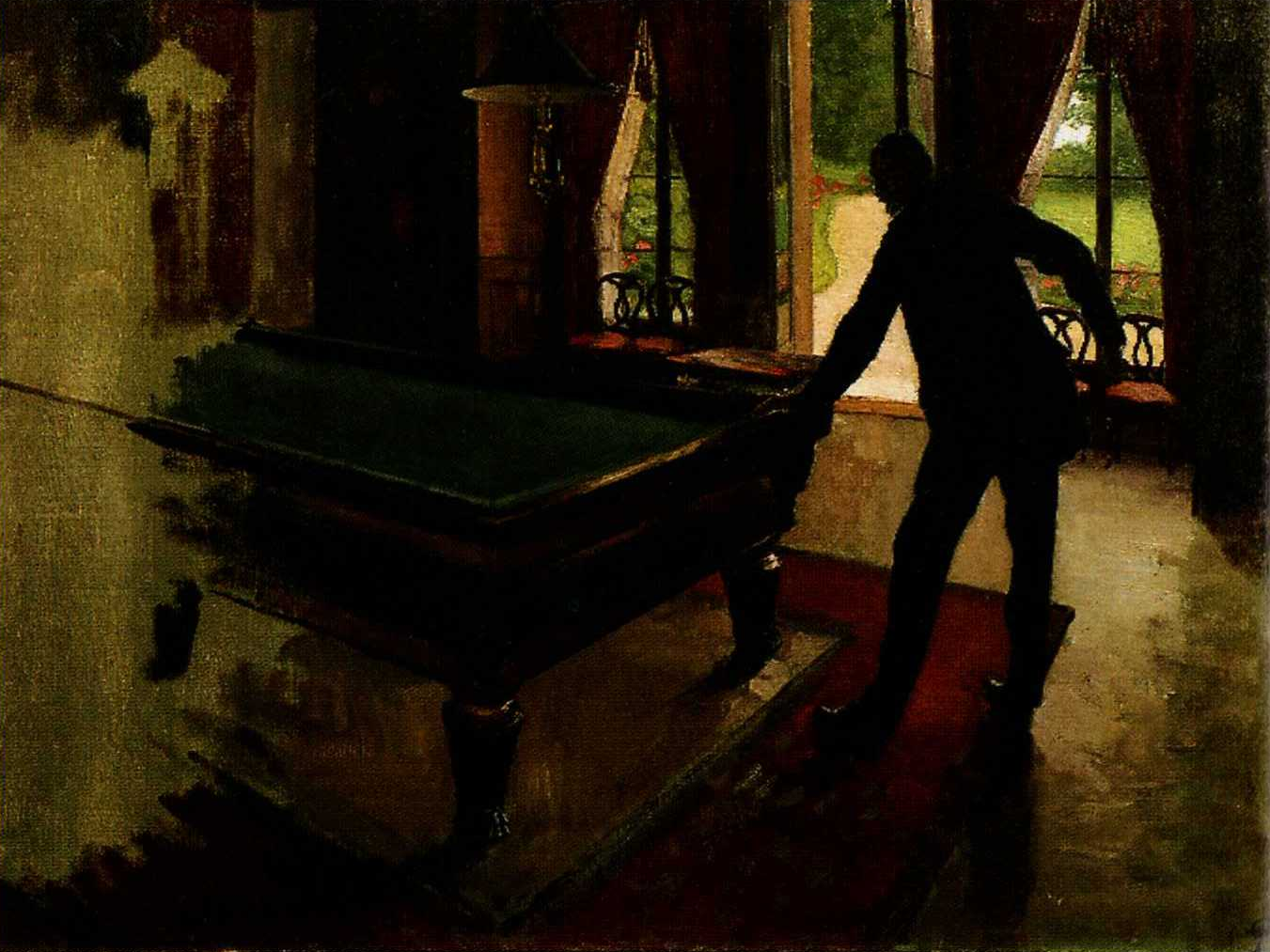
Gustave Caillebotte Le Billard, toile inachevée de 1875 une étrange partie à jouer, sans queue, sans adversaire.

### Éditions modernes
- Raymond Roussel, Comment j'ai écrit certains de mes livres, Paris, Gallimard, coll. « L'Imaginaire », 1995 (ISBN 978-2-07-074120-5)
- Raymond Roussel, Comment j'ai écrit certains de mes livres (lire sur Wikisource)

### Critique et analyse
- André Breton, Anthologie de l'humour noir, Paris, Jean-Jacques Pauvert, 1939, réed.1979, 414 p. (ISBN 978-2-7202-0184-4), p. 117-125
- Jean Ferry, Une étude sur Raymond Roussel, Paris, Arcanes, 1953, 216 p.
- Michel Foucault, Raymond Roussel, Paris, Gallimard, coll. « Le Chemin », 1963, 210 p.
- Philippe G. Kerbellec, Comment lire Raymond Roussel : Cryptanalyse, Paris, Jean-Jacques Pauvert, 1988, 262 p. (ISBN 978-2-87697-035-9)
- Pierre Bazantay et Patrick Besnier, Raymond Roussel, perversion classique ou invention moderne : Actes du colloque de Cérisy, 1991, Paris, Presses Universitaires de Rennes, 1993, 282 p. (ISBN 2-86847-081-5)
- Annie Le Brun, Vingt mille lieux sous les mots, Raymond Roussel, Paris, Jean-Jacques Pauvert, 1994, 358 p. (ISBN 978-2-7202-1355-7)
- François Caradec, Raymond Roussel, Paris, Fayard, 1997, 456 p. (ISBN 978-2-213-59815-4)